# Ghost World
Ghost World (Mundo fantasmal en España) es un cómic escrito e ilustrado por Daniel Clowes. Fue publicado entre junio de 1993 y marzo de 1997, en los números 11 y 18 dentro de la serie de cómics Eightball de Clowes, y publicado por primera vez en formato de historieta en 1997, por Fantagraphics Books. Siendo un éxito tanto crítico como comercial, fue muy popular entre el público joven en sus inicios, luego se transformaría en un clásico de culto. Ghost World ha sido reimpresa en varias ediciones y fue la base para la adaptación fílmica del mismo nombre lanzada en el año 2001..
Ghost World es admirada por su cómico acercamiento a la vida de los adolescentes, amistades, mujeres jóvenes y cultura popular en general. Puede ser vista como una historieta dramática, sin embargo, también hace uso de elementos de humor negro.
Clowes dijo que escogió el color azul pálido para el libro porque quería reflejar la experiencia de caminar a casa en el crepúsculo, cuando todas las viviendas tiene un televisor encendido y son bañados por la luz azul fantasmal.

## Sinopsis
Ghost World cuenta el día a día en las vidas de dos amigas, Enid Coleslaw (antes "Cohn") y Rebecca Doppelmeyer, dos cínicas, inteligentes y a menudo graciosas adolescentes que acaban de graduarse en la secundaria a principios de los años 90. Pasan sus días deambulando sin rumbo fijo en los alrededores de una desconocida ciudad estadounidense, criticando a la cultura popular y las personas con las que se encuentran, mientras se preguntan cual será su futuro. A medida que el cómic avanza, Enid y Rebecca hacen la transición a la adultez, ambas desarrollan tensiones y se distancian.

## Personajes

### Enid Coleslaw
Impulsiva, escéptica y resentida, es el personaje principal de la tira cómica que lleva su vida deambulando sin cuidado y que critica casi a toda la gente que conoce. Coleslaw es una joven de 18 años, quien recién acaba de terminar la secundaria, junto a su amiga Rebecca Doppelmeyer. Enid se interesa en jugar bromas a los demás, para su propio beneficio, especialmente a su amigo de clase Josh, quien poco a poco llega a ser un interés sentimental para Enid. Ella dice teorías muchas veces introvertidas de la sociedad que la envuelve, reforzada a veces por los comentarios de Rebecca (en otros casos, ignora el tema que Enid habla).

### Rebecca Doppelmeyer
Rebecca Doppelmeyer, la segunda protagonista de Ghost World es mucho más pasiva e ingenua que Enid, porque tiene una personalidad más convencional a los gustos peculiares de la vida de Enid, ella disfruta más de las cosas que los adolescentes de su edad están interesados. Por ejemplo le gusta leer revista juveniles, muchas veces criticado por Enid, y tiene cierta curiosidad sexual sobre el hombre, llegando estar loca por Josh. En casi todo el cómic, Rebecca acompaña a Enid, en sus comentarios sarcásticos y sus experiencias peculiares. No tiene una aspiración particular en la vida y tiende a estar aferrada al pasado. Al final del libro, Rebecca madura en una joven mujer sensible.

### Personajes secundarios
Más allá de Enid y Rebecca, hay muchos personajes secundarios y recurrentes en la tira cómica:
- Josh, un suspicaz empleado que trabaja en una tienda de conveniencia. Enid y Rebecca se encaprichan de él en algunos pasajes de la historia.
- Melorra, una exitosa, animada y popular compañera de clase de Enid y Rebecca, que aparece inesperadamente de la nada donde Enid y Rebecca estén.
- Bob Skeetes, un astrólogo, que en las primeras páginas de la tira cómica es mencionado como "un tío raro clavado a Don Knotts".
- Oomi, la abuela de Rebecca, con quién las adolescentes pasan una noche.
- Norman, un anciano que espera en un banco un autobús que nunca llega.
- El padre de Enid y su enamorada Carol, quienes resurgen del pasado de Enid.
- Allen o "Weird Al", el camarero del falso restaurante de los 50s llamado Hubba Hubba (el nombre es cambiado a Wowsville en la película)
- John Ellis, un conocido de Enid y Becky, a menudo asociado con ellas a pesar de su aversión por él. John Ellis está obsesionado con las cosas "morbosas" y "ofensivas" de manera estereotipada, como los nazis, asesinos en serie, la pornografía infantil, armas, fenómenos de circo, la tortura, las películas snuff, y así sucesivamente. Él es mencionado como el creador de una revista llamada Mayhem, que publica artículos sobre estos temas.
- Johnny Apeshit, un retirado de la música punk y adicto a la heroína, conocido por las chicas por haber pintado la palabra "anarquía" en el carro del padre de Enid.
- Naomi, una compañera de clase de Enid y Rebecca, llamada junto a Melorra como "actrices japonesas guarras". Enid contó a Naomi la historia de su experiencia sexual e indica que tuvo una amistad casual.
- Allen Weinstein, el chico con el que Enid tuvo su primera experiencia sexual. Fuma marihuana, escucha reggae y está interesado en la contracultura como una forma de rebelarse contra sus padres ricos.
- Los Satanistas, una pareja satánica de mediana edad, que van a comer en el restaurante Angel's que Enid frecuenta. En realidad no pueden ser satánicos, sino más bien parece pertenecer a la imaginación de Enid. Enid se burla porque usan paraguas en plena luz del día (aunque un paraguas a menudo puede ser utilizado como una sombrilla).
- Una viejas estiradas, curiosamente parecidas a Enid y Rebecca, pasando por Angel's. Rebecca se burla de ellas diciendo: "¡Nosotros dentro de veinte años!". Según Enid, John Ellis las llama "Pedorra" y "Pijina", respectivamente.

## Influencias
El cómic está influenciado por la canción "Ghost World" de Aimee Mann, perteneciente a su álbum Bachelor No. 2 or, the Last Remains of the Dodo.